# 슈타이어 LP 10

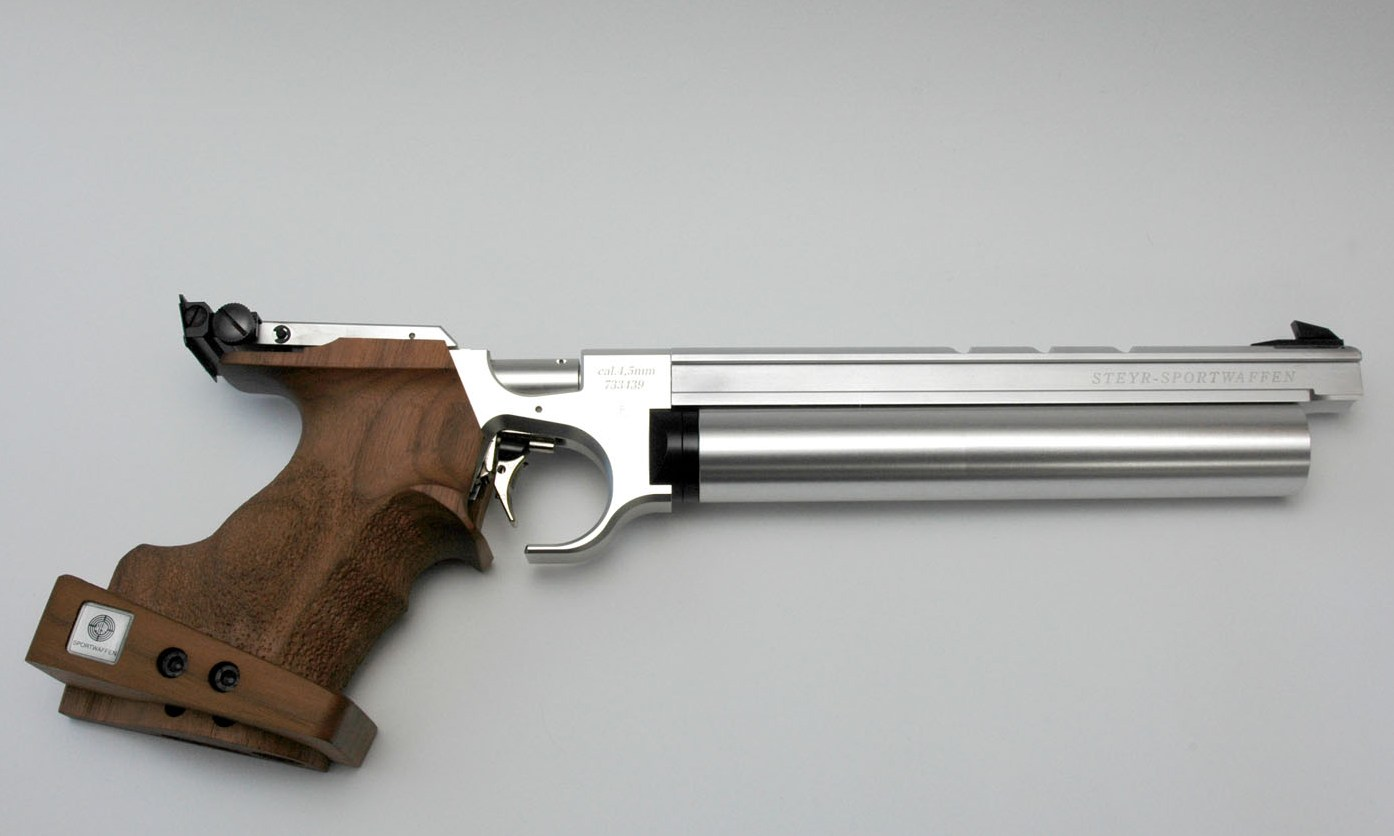
Steyr L10

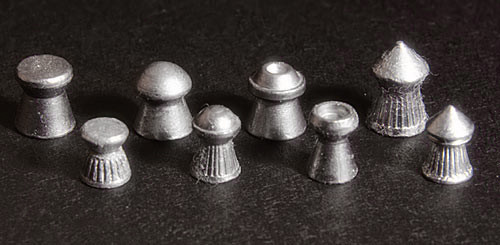
윗줄은 22 구경(5.5mm) 공기총탄이고, 아랫줄이 Steyr L10에 사용되는 177 구경(4.5mm) 공기총알이다. 납탄이며, 화약총의 실탄과는 달리, 탄피와 화약이 없고, 오로지 납으로 된 탄두만으로 구성되어 있다.

Steyr LP10은 단발식 .177 구경 공기 권총이다. ISSF의 10m 공기권총 규격에 맞게 제작되었다. 제작사는 오스트리아의 Steyr Sportwaffen GmbH이다.
LP10은 2004년 아테네 올림픽의 남자 금메달, 남자 은메달, 여자 금메달, 여자 은메달, 2008년 베이징 올림픽의 남자 금메달의 선수들이 사용한 공기권총이다.

## 기능
총신 아래의 공기통에 저장된 압축된 공기를 사용하여 4.5mm 구경의 납탄을 발사한다. 공기통은 170발 정도를 발사하고 나서 공기를 재충전 해주어야 한다.
단발식 권총이다. 탄창이 없고, 1발 사격 후 수동으로 재장전 해줘야 한다.

## 관련정보
대한민국에서 Steyr LP10 공기권총은 개인이 집에서 소지할 수 있다. 대한사격연맹에 선수등록을 하여야 총기소지허가가 나온다. 권총의 가격은 새것은 200만원에서 270만원 정도이다.중고는 상태에 따라 다르지만 일 년정도 사용한 것이 90만원에서 150정도 한다. 2008년 1월 31일 현재 대한민국에는 총 4,325정의 공기권총이 있으며, 이중 2,068정을 개인이 소지하고 있다.

## 같이 보기
- 진종오
- 궈원쥔
- 팡웨이
- 나탈리야 파데리나
- 왕이푸
- 올레나 코스테비치